# Rezerwat przyrody Łęgacz nad Jeziorką
Rezerwat przyrody Łęgacz nad Jeziorką – rezerwat leśny częściowy o powierzchni 37,31 ha, utworzony w 1995 roku. Znajduje się na terenie leśnictwa Zalesie. Pod względem administracyjnym rezerwat usytuowany jest na terenie powiatu grójeckiego, w gminie Grójec w miejscowości Zalesie.
Rezerwat został utworzony dla zachowania ze względów naukowych i dydaktycznych naturalnych zbiorowisk leśnych w dolinie rzeki Jeziorki.